# Johann Friedrich Adam
Johann Friedrich Adam, més tard anomenat Michael Friedrich Adams (1780, Moscou - 1 de març de 1838, Vereia) va ser un botànic rus.
estudià medicina de 1795-1796 a Sant Petersburg. Els anys 1800-1802 viatjà a través de Transcaucàsia. L'any 1805 va ser part de l'equip científic de la missió diplomàtica del comte Iuri Golovkin que anà a la Xina. Després de la fallida d'aquesta missió ell i altres científics anaren a Sibèria. El 1806 s'assabentà de l'existència d'un mamut congelat intacte a la riba del riu Lena i organitzà una expedició pr arribar-hi, hi recuperà l'esquelet i 16 quilos de la pell. Actualment aquest esquelet es mostra almuseu de Zoologia de sant Petersburg on es coneix com el mamut d'Adams.
Al final de la seva vida va ser professor de botànica a l'Acadèmia medico-cirúrgica de Moscou.

## Publicacions
- Decades quinque novarum specierum plantarum, Tiflis, 10 de novembre de 1802